# Bunjūrō Nakayama
Bunjūrō Nakayama (jap. 中山 文十郎, Nakayama Bunjūrō; * 15. Juni 1964) ist ein japanischer Roman-Autor und Manga-Texter (gensaku-sha), der am besten für Mahoromatic bekannt ist.

## Werke
- Ushio to Tora (うしおととら; 1993–1995; Roman nach Manga-Vorlage)
- Dōkyūsei (同級生; 1994–1997; Roman nach Computerspiel-Vorlage)
- Yukina no Negai (雪菜のねがい; 1999; Roman)
- Mahoromatic (1999–2004; Manga, Zeichnungen von Bow Ditama)
- Otone no Naisho (音禰のないしょ; 2004; Manga, Zeichnungen von Kazurō Inoue)
- Shina Dark – Kuroki Tsuki no Ō to Sōheki no Tsuki no Himegimi (シャイナ・ダルク 〜黒き月の王と蒼碧の月の姫君〜; 2006–; Manga, Zeichnungen von Yukari Higa)
- Shiage ni Tate ari (仕上げに殺陣あり; 2007–2011; Manga, Zeichnungen von Kiyoshi Imanoyama)